# 蒲郡市立蒲郡南部小学校
蒲郡市立蒲郡南部小学校（がまごおりしりつ がまごおりなんぶしょうがっこう）は、愛知県蒲郡市神明町にある公立小学校。

## 概要
- 「蒲南小」（がまなんしょう）とも呼ばれる。
- 昭和42年度の学級数は49あり、特別教室を普通教室に転用するだけでは足りず、プレハブ教室も建てられた。
- 児童数増加により中央小学校、竹島小学校が新設・分割された。
- 卒業生は、蒲郡市立蒲郡中学校へ進学する。

## 沿革
- 1873年（明治6年）11月1日 - 創立。
- 1964年（昭和39年）7月15日 - プール竣工。
- 1968年（昭和43年） - 器楽部が子ども音楽コンクールで日本一。
- 1969年（昭和44年）4月1日 - 児童数増加により中央小学校と分割。
- 1972年（昭和47年） - 器楽部が合奏コンクール三年連続日本一。
- 1974年（昭和49年）4月1日 - 竹島小学校と分割。
- 1974年（昭和49年）11月27日 - 体育館が完成し講堂取り壊し。
- 1978年（昭和53年） - 管理棟竣工。
- 2004年（平成16年）4月1日 - 2学期制導入。

## 校訓
自主創造

## 学校行事
- 入学式
- 修学旅行（6年）
- 球技指導会
- 運動会
- 遠足・社会見学
- 表現の会
- 競書会
- 卒業式

## 校区
- 蒲郡市新井町、上本町、本町、神明町、元町、港町、八百富町、松原町の全域
- 蒲郡市蒲郡町、中央本町、水竹町の一部

## 交通
- JR東海・名鉄蒲郡駅北口より徒歩約10分

## 出身者
- 鈴木茂三郎（衆議院議員、日本社会党委員長）
- 船井照夫（1964東京オリンピック陸上10000m14位）